# کیرشام، اتریش
کیرشام (به آلمانی: Kirchham) یک منطقهٔ مسکونی در اتریش است که در ناحیه گموندن واقع شده‌است. کیرشام ۲۸٫۴ کیلومتر مربع مساحت دارد ۴۷۰ متر بالاتر از سطح دریا واقع شده‌است.